# Ardisia pedunculata
Ardisia pedunculata är en viveväxtart som beskrevs av Fletcher. Ardisia pedunculata ingår i släktet Ardisia och familjen viveväxter. Inga underarter finns listade i Catalogue of Life.